# Vigilius
Vigilius (* um 500; † 7. Juni 555) war römischer Bischof (Papst) von 537 bis zu seinem Tode. Von den 14 Päpsten des 6. Jahrhunderts war er das am längsten amtierende Kirchenoberhaupt.

## Herkunft und Aufstieg zum Papst
Vigilius wurde um das Jahr 500 geboren und entstammte einer bedeutenden stadtrömischen Familie. Sein Vater Johannes war Konsul, auch er selbst und sein Bruder Reparatus waren Senatoren. 531, im Jahr seiner Weihe zum Diakon, stimmte der römische Klerus einem päpstlichen Dekret zur Bestimmung der Nachfolge zu, das dann erstmals bei ihm selbst Anwendung finden sollte: Er wurde von Bonifatius II. als Nachfolger designiert, aber wegen starker Widerstände gegen die neue Regel wieder verworfen. Unter dem neuen Papst Agapitus I. ging Vigilius als Nuntius nach Konstantinopel, wo er offenbar mit dem Monophysitismus zu sympathisieren begann, der von der Westkirche eigentlich strikt abgelehnt wurde, im Osten aber viele Anhänger hatte. Deshalb favorisierte ihn die Augusta Theodora, die Gattin des Kaisers Justinian, nach dem Tod von Agapitus im April 536 als dessen Nachfolger, und der Kaiser sandte ihn nach Rom zurück. Im Hinblick auf die von Justinian angestrebte Wiederherstellung des römischen Gesamtreichs hoffte man offenbar, dass er sich als neuer Papst dem 451 auf dem Konzil von Chalcedon verurteilten Monophysitismus annähern würde, um so das Schisma zu beenden und die Christen im Römischen Reich zu einen.

## Vigilius und die Monophysiten
Seit 535 herrschte Krieg zwischen dem Kaiser und den Ostgoten, die seit 493 Italien kontrollierten, und Rom war erst im Dezember 536 von kaiserlichen Truppen eingenommen worden. Bei Vigilius’ Ankunft in der Stadt amtierte der noch vom Ostgoten Theodahad durchgesetzte Silverius als Bischof. Vigilius wurde nun noch am 29. März 537 auf oströmischen Druck hin zum Gegenbischof erhoben und erlangte nach Silverius’ baldigem Tod in der Verbannung allgemeine Anerkennung.
Entgegen den wahrscheinlichen Erwartungen Theodoras stellte sich Vigilius in der Folgezeit strikt gegen den Monophysitismus und passte sich damit der in der westlichen Kirche dominierenden Position an. Schließlich verurteilte Kaiser Justinian – um die Monophysiten für sich zu gewinnen – in mehreren Erlassen die Schriften dreier Theologen, an denen sich die Monophysiten besonders störten, als vermeintlich nestorianisch (Dreikapitelstreit). Diese Erlasse wurden von Vigilius und der westlichen Kirche als angebliche Attacke auf die Beschlüsse des Chalcedoner Konzils in einem Schreiben an Justinian vom Jahre 540 abgelehnt und die pro-monophysitischen Patriarchen einschließlich des Anthimus als Häretiker verurteilt.
Der mächtige Kaiser, der weiterhin eine dogmatische Einigung der Christen seines Reiches anstrebte, ließ daraufhin Vigilius 546 von Gardesoldaten (excubitores) ergreifen und nach Konstantinopel bringen, wo dieser zunächst 547 vertraulich und 553 schließlich öffentlich – zum Entsetzen vieler westlicher Bischöfe – dem Druck nachgab und der Verurteilung der „drei Kapitel“ durch das Zweite Konzil von Konstantinopel zustimmte. Vigilius hatte zwar den ihm angebotenen Vorsitz des Konzils abgelehnt und war auf der Versammlung nicht persönlich anwesend, akzeptierte aber alle ihre Beschlüsse, nachdem man seine geheimen Zugeständnisse von 547 öffentlich vorgetragen hatte. Damit gewann das Konzil ökumenische Gültigkeit (und besitzt sie bis heute); Vigilius beschädigte aber zugleich die Autorität des römischen Patriarchats für Jahrhunderte. Mehrere Bischöfe Italiens akzeptierten die Beschlüsse zunächst nicht, so dass es zu einem mehrere Jahrzehnte dauernden Schisma mit Rom kam. Vigilius selbst starb auf der Heimreise am 7. Juni 555 in Syrakus auf Sizilien.
Aufgrund seines Verhaltens in dieser Situation erlangte Vigilius 1300 Jahre später – im 19. Jahrhundert – noch einmal große Bedeutung: Im Streit um die päpstliche Unfehlbarkeit wurde er von den Gegnern dieses Dogmas neben Honorius I. als ein Negativbeispiel angeführt. Heute wird dies abermals durch die Anhänger von Lefebvre hervorgehoben, allerdings wird zu seiner Verteidigung auch Vigilius’ Aufrechterhaltung der Beschlüsse der vier ersten ökumenischen Konzilien betont.